# King Tut
King Tut è un singolo pubblicato nel 1985 dal musicista inglese Paul Hardcastle, proveniente dall' album omonimo all'artista.
Nel video della canzone Hardcastle suona le tastiere davanti ad un panorama spaziale.

## Formazione
- Paul Hardcastle - Tutti gli strumenti.